# 수소압축기
수소압축기(hydrogen compressor) 또는 수소 콤프레서는 압축된 수소나 액체 수소를 만들기 위해 용적을 감소시킴으로써 수소압을 증가시키는 장치이다.

## 수소 펌프와 가스압축기와의 관계
수소압축기는 수소 펌프와 가스압축기와 밀접한 관련이 있다. 둘 다 유압을 증가시키고 파이프를 통해 액체를 수송할 수 있다. 기체를 압축할 수 있기에 이 압축기는 수소 기체의 용적을 줄이는 반면 유압을 증가시키는 펌프의 경우 액체 수소가 어디로든 수송할 수 있게 만들어준다.

## 같이 보기
- 공기압축기